# Peter's Pledge
Peter's Pledge è un cortometraggio muto del 1913 diretto da Barry O'Neil. Considerato un film perduto, fu sceneggiato da Lawrence McCloskey.

## Produzione
Il film fu prodotto dalla Lubin Manufacturing Company.

## Distribuzione
Distribuito dalla General Film Company, il film - un cortometraggio in una bobina - uscì nelle sale cinematografiche USA il 14 gennaio 1913.
Non si conoscono copie ancora esistenti della pellicola che viene considerata presumibilmente perduta.